# Upper Stowe
Upper Stowe – wieś w Anglii, w hrabstwie Northamptonshire, w dystrykcie (unitary authority) West Northamptonshire. Leży 12 km na zachód od miasta Northampton i 101 km na północny zachód od Londynu.